# 有吉林之助
有吉 林之助（ありよし りんのすけ、1919年〔大正8年〕3月31日 - 2008年〔平成20年〕12月1日）は、昭和から平成時代の政治家。福岡県筑紫郡太宰府町長、太宰府市長。

## 経歴
太宰府市出身。ハルピン学院卒業。
1947年（昭和22年）太宰府町議会議員、1971年（昭和46年）助役、1979年（昭和54年）町長、市制施行後、1983年（昭和58年）太宰府市長を歴任し、1987年（昭和62年）引退した。
ほか、古都太宰府を守る会理事長、九州アジア国立博物館を誘致する会会長を務めた。

## 栄典
勲章等
- 1990年（平成2年） - 勲五等双光旭日章[1]